# Джінджер Б'юкенен
Джі́нджер Б'юке́нен (англ. Ginjer Buchanan; нар. 12 грудня 1944, Піттсбург, Пенсільванія) — американська редакторка та письменниця-фантастка. Головна редакторка Ace Books та Roc Books, наукової фантастики та фентезі Penguin Group (USA).

## Біографія
Б'юкенен працювала у видавництві Ace Books з 1984 року.
Вона була почесною гостею на OryCon 2008 року, на Foolscap 2000 року і на ArmadiloCon 1988 року, а також тамадою на конвенції Світового фентезі у 1989 році.
Джінджер вийшла на пенсію в березні 2014 року після 30 років роботи у видавництві Ace.

## Нагороди
Джінджер Б'юкенен номінована на Премію Г'юґо й на Премію Світового фентезі. У 2014 році отримала премію Г'юґо за редакторську роботу.